# François van Bredehoff
Mr. François van Bredehoff (Hoorn, 4 april 1648 – aldaar, 14 mei 1721) was een politicus in de Republiek der Zeven Verenigde Nederlanden. Hij was de zoon van Adriaan van Bredehoff, schout van de stad Hoorn, en Elisabeth Wybo. François van Bredehoff werd in 1682 heer van Pijlsweert en in 1686 ook Vrijheer van Oosthuizen. In 1715 werd Van Bredehoff burgemeester van Hoorn, mede door een verbond te sluiten met de familie Van Foreest. Zes jaar later kwam hij, nog altijd in functie, te overlijden.

## Biografie
In 1675 volgde Van Bredehoff zijn vader als hoogschout van de stad Hoorn op, hij heeft deze functie tot 1699 vervuld, in dat jaar volgde zijn zoon Adriaan hem op. Maar hij kon eventueel wel weer terugkeren: "behoudens sijn rang en functie bij indispositie of absentie van sijn Ed. Soon." Terwijl Van Bredehoff hoogschout was, was hij ook lid van de Staten-Generaal. In Pruisen trad hij op als gezant van De Republiek.
In 1686 kocht Van Bredehoff de heerlijkheid Oosthuizen van Jhr. Pieter van Cats voor het bedrag van ƒ 20.360. Bij de heerlijkheid hoorden ook de dorpen Etersheim, Hobrede en Verloreneinde, evenals een deel van Schardam.
Gedurende zijn leven is Van Bredehoff drie maal getrouwd geweest, als eerste met Johanna Hamel (1645-1681), als tweede met Cecilia de Jonge van Ellemeet (1648-1686) en als derde met Magteld van de Graaf (1649-1721). Met Johanna van Humel heeft hij twee zoons gekregen: Adriaan en François van Bredehoff. Beide zoons zijn actief geweest in de politiek. Via hun nageslacht en huwelijken kwamen de heerlijkheden in bezit van de familie De Vicq waarvan een tak de naam Van Bredehoff de Vicq aannam, nog later afstammelingen de naam Van Bredehoff de Vicq van Oosthuizen gingen voeren.
Na zijn overlijden werd Van Bredehoff in de Grote kerk van Oosthuizen in een praalgraf dat voor hem werd gemaakt bijgezet. Op een tekst onder het beeld van Minerva valt te lezen dat de gebieden waar hij over heerste in rouw waren door zijn overlijden.

## Trivia
- Het persoonlijke wapen van François van Bredehoff is ook gedeeltelijk op het wapen van Oosthuizen terechtgekomen. Later is dit wapen weer op het wapen van de gemeente Zeevang overgebracht.
- Van Bredehoff had een privé trekschuit met daarin veel ramen. Een Amsterdamse schipper is hier mogelijk jaloers op geweest, want deze passeerde de schuit van Van Bredehoff al scheldend en sneed met zijn eigen touwen het touw van de schuit van Van Bredehoff door.[5]

Het wapen van Van Bredehoff
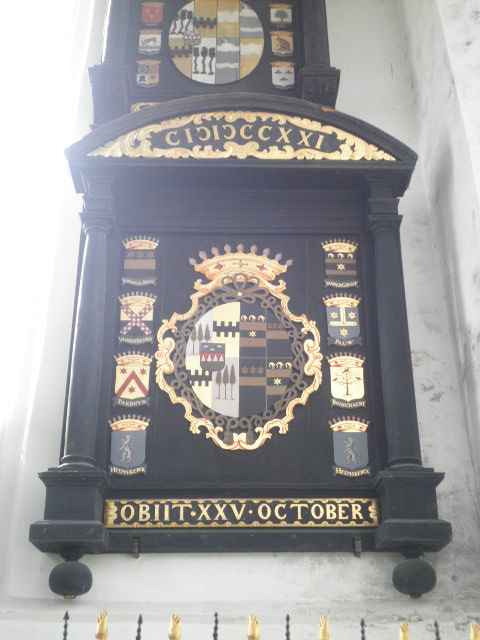
Rouwbord van Machteld van der Graaf, derde vrouw van Van Bredehoff. In het midden links is het wapen van Van Bredehoff, rechts dat van Machteld zelf.
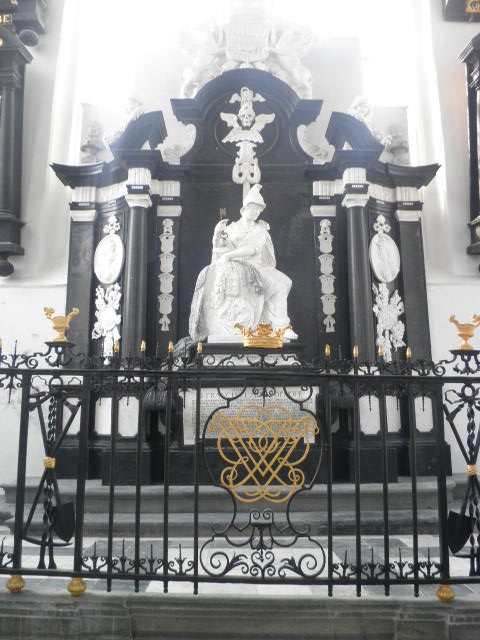
Praalgraf in de Grote Kerk van Oosthuizen

- Biografisch Portaal: 05912431
- Digitale Bibliotheek voor de Nederlandse Letteren: bred023
- International Standard Name Identifier: 0000 0003 9005 5007
- Nederlandse Thesaurus van Auteursnamen: 121182282
- Virtual International Authority File: 283551593
- WorldCat: E39PBJp9m6jRqXrXdB7H4VRMyd